# Praktische Intelligenz
Als praktische Intelligenz wird oft jener Teilbereich der Intelligenz bezeichnet, der mit alltagsnahen mentalen Leistungen in Verbindung steht. Er grenzt sich ab von dem herkömmlichen Konstrukt der Intelligenz, welches relativ einfach über psychometrische Testverfahren ermittelt wird und ein eher statisches Wissen bzw. Problemlösungskapazitäten in Verbindung mit variierter Schwierigkeitsabstufung erfasst.
Der Begriff der praktischen Intelligenz ist nicht eindeutig definiert, im Bereich des beruflichen Alltags beispielsweise wird die praktische Intelligenz als „tacit knowledge“ (implizites Wissen) bezeichnet, neben den bereits oben aufgezählten Begriffen. Ihr Ausprägungsgrad zeigt sich in Lebenstüchtigkeit, persönlichem Erfolg und Glück und stimmt häufig nicht überein mit dem, was der Intelligenztest erfasst und vorhersagt.
Ein ähnliches Konstrukt stellt die Erfolgsintelligenz dar. Sie zeigt sich alltagsnah im aktiven Umgang mit konkreten Herausforderungen, welche unter Einbeziehung des vorhandenen Wissens- und Erfahrungsschatzes gelöst werden. Damit ist die praktische Intelligenz abhängig vom Individuum, der spezifischen Situation und ihren jeweiligen Rahmenbedingungen und zudem nur begrenzt vom Urheber reflektierbar, womit sich die wissenschaftliche Untersuchung und Verfahrensentwicklung schwierig gestaltet.

## Erste Zweifel an der Aussagekraft des IQ
Schon seit Beginn der Untersuchung der Intelligenz spiegeln die Definitionen und Modelle die Uneinigkeit und Zweifel an der Aussagekraft dessen wider, was die Tests messen und enthalten mehr oder weniger vage Hinweise auf andere Intelligenzen.
Charles Spearman (1904) Zwei-Faktoren-Theorie der Intelligenz.
Schon Alfred Binet (1905), „Vater“ der ersten Intelligenztests, brachte das Kriterium der Urteilsfähigkeit ein, auch gesunder Menschenverstand genannt, welcher aus drei Elementen des Denkens bestand:
1. der Richtung: was muss wie getan werden
2. der Anpassung der Herangehensweise an die sich im Verlauf verändernde Situation (siehe auch: Situationsbewusstsein)
3. der Kritik: der nachträglichen Beurteilung und Schlussfolgerung der individuellen Vorgehensweise.

## Theorien über Intelligenzsysteme
In kritischer Weiterentwicklung der bestehenden Theorien tendierten Wissenschaftler dazu, in der Intelligenz ein hierarchisches, mehrfaktorielles System zu sehen (L. L. Thurstones Primärfaktorenmodell, Joy Paul Guilfords Intelligenzstrukturmodell der 120 Dimensionen aus vier Kategorien).
Nach Howard Gardner (1983), Theorie der multiplen Intelligenzen, besteht die Intelligenz aus einem System voneinander unabhängiger, teilweise gemeinsam wirkender, sich beeinflussender Intelligenzen.
Robert Sternberg (1985) entwickelte, basierend auf Raymond Bernard Cattells Theorien, die triarchische Theorie, wonach die Intelligenz aus drei voneinander abhängigen Aspekten besteht.
Kontextuelle Intelligenz oder praktische Intelligenz
individuellspezifische Fähigkeit sich an die kulturbeeinflusste Umwelt, mit dem Ziel des Überlebens und der  Bedürfnisbefriedigung anzupassen, sie auszuwählen und, falls möglich, zu verändern.
Komponentenbezogene oder analytische Intelligenz
universelle, die kontextuelle Intelligenz unterstützende, psychometrisch erfassbare Aspekte des Wissenserwerbs (Integration neuer Erfahrungen, Vergleiche, Kombinationen), der Metakognition (Kontrollprozesse bezüglich Planung, Vorgehen, Überprüfung und Schlussfolgerung) und Verarbeitung (Kodierung, Zuordnung).
Kreative Intelligenz (erfahrungsbezogene Intelligenz)
mit der analytischen Intelligenz interagierende, universelle Fähigkeit des Austausches zwischen neuen Anforderungen und bestehenden Erfahrungen, automatisierten Denk- und Handlungsabläufen.

## Hinwendung zur praktischen Intelligenz
Bestehende Intelligenztests wurden um Handlungsteile unterschiedlicher Schwerpunkte, wie technischer, handwerklicher Fähigkeiten oder kontextueller Fragestellungen, erweitert. Über Interviews und ähnliche Methoden versuchte man die praktische Intelligenz als alltagsbezogene Anforderungen zu untersuchen. Studien, unter anderem von Sternberg & Wagner (1986), besonders im Bereich des beruflichen Erfolges unter dem Begriff des „tacit knowledge“ (Implizites Wissen), ergaben keine eindeutigen Ergebnisse. Es schien einen Zusammenhang zu geben mit dem beruflichen Erfolg, jedoch nicht signifikant mit der im herkömmlichen IQ-Test gemessenen Intelligenz.
Robert J. Sternberg (1998) führte seine Theorien fort, vereinte unter dem Begriff der Erfolgsintelligenz die analytische (problemlösungsbezogenen Vorgänge), kreative (ideenreiches, zum Teil regelwidrige Experimentierfreudigkeit) und praktische Intelligenz, wobei nur das ausgewogene Zusammenwirken und nicht die Qualität dieser jeweiligen Intelligenzkonstrukte ausschlaggebend für das Ergebnis seien.
Die praktische Intelligenz sei seiner Meinung nach im Lebensverlauf unterschiedlich gewichtet, so nehme die akademische Intelligenz ab, während die praktische Intelligenz eher zunehme. Ersterer liege formal akademisches Wissen, der praktischen Intelligenz das bereits erwähnte stille Wissen zugrunde. Dieses setze sich zusammen aus dem Wissen um die richtige Vorgehensweise, in Verbindung mit der Verfolgung der persönlichen Ziele und der individuellen Unabhängigkeit von anderen Personen.

## Kritik der empirischen Wissenschaft
In der empirischen Wissenschaft wird die Eigenständigkeit der praktischen Intelligenz, neben der emotionalen Intelligenz nach Goleman (1996) zumeist in Frage gestellt, wie auch die Platzierung oder Nähe zu anderen Intelligenzarten unklar bleibt.
So wurde auf dem internationalen Symposium „Emotional and Practical Intelligence“ am 11. und 12. Juli 2003, die fokussierende Zuwendung eher als populäre, pseudowissenschaftliche Herangehensweise gesehen. Auch wenn für viele Fragestellungen die Intelligenz im Sinne verbreiteter Intelligenztests nicht alleinige Beurteilungsgrundlage sein sollte, so wird doch zur Ergänzung empfohlen, auf etablierte Verfahren der Persönlichkeitsdiagnostik zurückzugreifen (z. B. den NEO-FFI). Elemente der praktischen und emotionalen Intelligenz sollten verstärkt in der Entwicklung der Tests berücksichtigt werden.